# Desmodium hassleri
Desmodium hassleri là một loài thực vật có hoa trong họ Đậu. Loài này được (Schindl.) Burkart miêu tả khoa học đầu tiên.